# Edward Harley (5e comte d'Oxford)
Pour les articles homonymes, voir Edward Harley.
Edward Harley, 5e comte d'Oxford et comte Mortimer (20 février 1773 - 28 décembre 1848) est un noble anglais.

## Biographie
Il est le fils de John Harley (doyen de Windsor) et de Roach Vaughan. Il hérite des titres et domaines (notamment le siège de la famille Harley à Brampton Bryan) de son oncle, le frère aîné de son père, Edward Harley (4e comte d'Oxford) en 1790.
En 1803, Henry Bickersteth (1er baron Langdale) devient l’assistant médical du comte pendant que celui-ci est en tournée en Italie et reste avec lui jusqu’en 1805. Edward devient l'ami et le protecteur de Bickersteth et, en 1835, Bickersteth épouse la fille aînée du comte. En 1804, Edward vend les dîmes d'Ewyas Lacy aux enchères. Il commande des travaux à l'architecte Robert Smirke.

## Famille

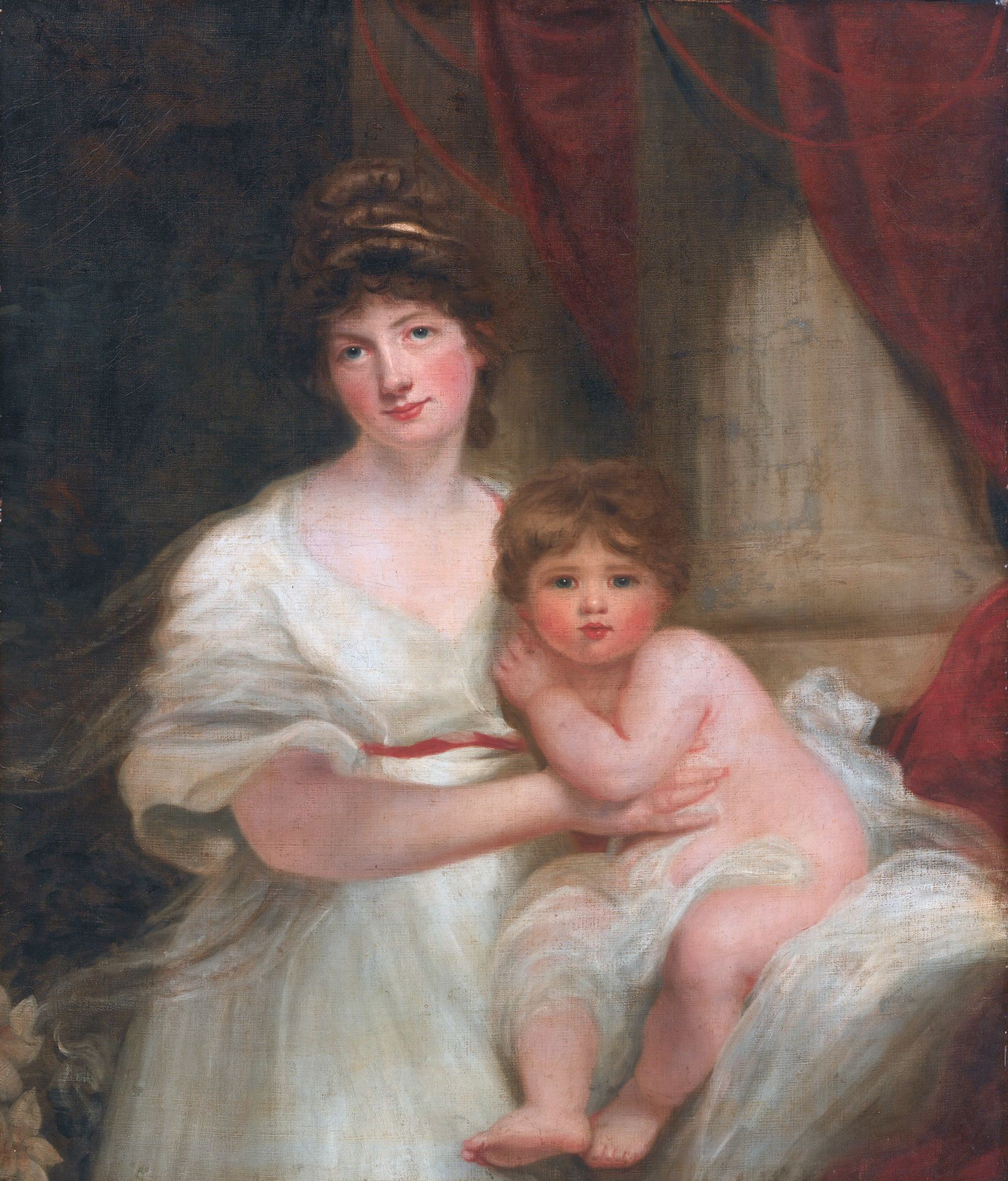
La comtesse d'Oxford et sa fille, Lady Jane Elizabeth Harley (disciple de John Hoppner)

Lui et son épouse Jane Elizabeth Scott (une maîtresse de Lord Byron) se marient le 3 mars 1794 et ont huit enfants, dont, :
- Jane Elizabeth Harley (2 mars 1796 - Innsbruck le 1er septembre 1872), mariée le 17 août 1835 à Henry Bickersteth, 1er baron Langdale.
- Edward Harley, Lord Harley (20 janvier 1800 - 1er janvier 1828)
- Charlotte Bacon (en) (12 décembre 1801 - 9 mai 1880), mariée le 4 mars 1823 à Anthony Bacon (officier) (en)
- Anne Harley (31 juillet 1803 - Florence, 18 mai 1874) mariée en 1836, à Giovanni Battista Rabitti, Cavaliere San Giorgio (3 novembre 1797 - 5 novembre 1844, la laissant veuve avec trois enfants)[5]
- Frances Harley (26 janvier 1805 - 15 octobre 1872) mariée le 20 avril 1835, au lieutenant-colonel Henry Venables Vernon Harcourt (1791 - 26 février 1853), fils de l'archevêque de York[5],[6]
- Alfred Harley (6e comte d'Oxford) et comte Mortimer (10 janvier 1809 - 19 janvier 1853)
- Mortimer (17 décembre 1811 - 3 avril 1812)
- Louisa, est morte jeune.

En raison de l’infidélité de sa femme, des doutes ont été exprimés quant à la paternité de nombreux enfants, que l’on qualifierait malicieusement de «mélange du Harleian».
Le comte meurt le 28 décembre 1848 à son siège à Brampton Bryan Hall.